# Wiebke Zielke
Wiebke Zielke (* 1979) ist eine deutsche Schauspielerin.
Ihre Laufbahn beim deutschen Film und Fernsehen begann 2003 mit dem Kurzfilm Artgerechte Haltung. Danach folgten Fernsehauftritte u. a. bei Alarm für Cobra 11 – Die Autobahnpolizei. 2008 und 2009 konnte man die Schauspielerin in der täglichen Fernsehserie 112 – Sie retten dein Leben bei RTL sehen. In der Produktion von action concept spielte sie die Sekretärin Jenny Sauer. Wiebke Zielke spielt auch bei wenigen Theaterproduktionen mit.

## Filmografie (Auswahl)
- 2006: Artgerechte Haltung (Kurzfilm)
- 2006: Spoons-Trau keinem über 30[1]
- 2007: Alarm für Cobra 11 – Die Autobahnpolizei
- 2008–2009: 112 – Sie retten dein Leben